# Flyriella
Flyriella é um género botânico pertencente à família Asteraceae.